# Cargoair
Cargo Air Ltd (болг. Карго Ер), торговая марка cargoair — болгарскaя грузовая  авиакомпания. Компания выполняет чартерные рейсы по Европе и Ближнему Востоку. Номер сертификата эксплуатанта — BG 31.

## История
Компания Cargoair была основана 4 июля 1997 года как Vega Airlines и 26 октября 2006 года была переименована в Cargoair.
В 2008 году Cargoair приобрела Boeing 737-300F.
С июля 2009 года Cargo Air начала работу для TNT Airways в своей европейской сети. В сентябре 2009 года Cargoair приобрела второй Boeing 737-300F. В связи с растущим спросом на долгосрочный лизинг самолетов операции и специальные чартеры руководство компании приняло решение приобрести третий Boeing 737-300F, поставленный в сентябре 2011 года. В феврале 2013 года компания приобрела пассажирский Boeing 737-400; его преобразование в грузовую конфигурацию было завершено в июле 2013 года.
В июле 2015 года Cargo Air добавила третий Boeing 737-400F. В январе 2016 года Cargoair добавила четвертый Boeing 737-400. В феврале 2016 года авиакомпания приобрела два Boeing 737-800BCF. В ноябре и декабре 2016 года авиакомпания пополнила свой флот еще двумя Boeing 737-400F. Летом 2017 года Cargo Air начала выполнять пассажирские рейсы от имени Air Mediterranean и Travel Service.

## Флот
По состоянию на март 2021 года парк Cargo Air состоит из следующих самолетов:

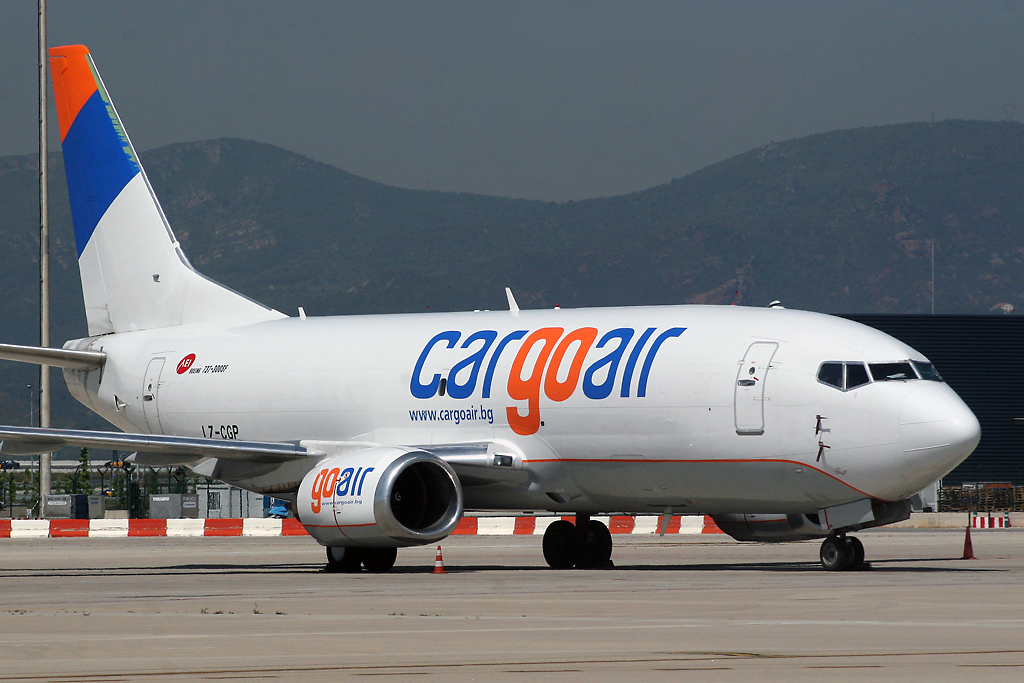
Cargo Air Boeing 737-300F

| Boeing 737-300SF | 3  | — |   |  |  |  |  |  |
| Boeing 737-400SF | 8  | — |   |  |  |  |  |  |
| Boeing 737-800SF | 2  | — | — |  |  |  |  |  |
| Total            | 13 | — |   |  |  |  |  |  |